# Спешнева, Алина Алексеевна
Алина Алексеевна Спешнева (1940—1984) — советская театральная художница-постановщица; главная художница ГАЦТК (1970—1984).
Член Союза художников СССР, член Международной ассоциации анимационного кино (АСИФА, Association International du Film d’Animation).

## Биография
Родилась 18 февраля 1940 года в семье кинорежиссёра и сценариста Алексея Спешнева. Её бабушка была актрисой фронтового передвижного театра времён Гражданской войны.
Алина окончила художественный факультет Всесоюзного государственного института кинематографии по специальности «художник-постановщик»; работала на студии «Союзмультфильм». В числе её мультипликационных фильмов — «Мой зелёный крокодил» (1966), «Клубок» (1968), «Шесть Иванов, шесть капитанов» (1967).
В Театр кукол имени С. В. Образцова (ГАЦТК) Алина Спешнева пришла работать в 1970 году вместе с мужем — художником Николаем Серебряковым. Их первой работой стал спектакль «Солдат и ведьма» (1971), которым открылся Малый зал в новом здании театра. Затем были её известные работы: «Говорит и показывает ГЦТК» (1972), «Таинственный Гиппопотам» (1974), «Дон Жуан» (1976), «Три толстяка» (1977), «Какой счёт?» (1979), «Принцесса и эхо» (1981), «Шлягер, шлягер, только шлягер» (1985). Много лет проработав в мультипликации, Алина Спешнева не сразу привыкла к специфике кукольной сцены. Механику кукол, макеты, крепление декораций разрабатывал в театре Владимир Гарбузов, с которым она плодотворно сотрудничала.
Став главной художницей ГАЦТК, Спешнева не оставляла мультипликацию. Для художественного фильма Марка Захарова «Обыкновенное чудо» (1978) придумала картины на стекле и сгорающий в финале дом — символ амбициозных иллюзий Волшебника. Также оформляла спектакли в Детском музыкальном театре под руководством Н. И. Сац.
Трагически погибла в Москве утром 19 апреля 1984 года, упав с балкона четвёртого этажа своей квартиры дома № 6 (ранее — № 22) корпус 3, по улице Беговой, где проживала с 1970 года.
После прощания в театре кукол была похоронена на 1-м участке Ваганьковского кладбища.

## Фильмография

### Работы в мультипликации
- 1963 — Как котёнку построили дом
- 1964 — Алёшины сказки
- 1964 — Страна Оркестрия
- 1965 — Автомат
- 1965 — Песня летит по свету
- 1966 — Мой зелёный крокодил
- 1967 — Шесть Иванов — шесть капитанов
- 1968 — Клубок
- 1968 — Не в шляпе счастье
- 1969 — Великие холода
- 1970 — Сказка о живом времени
- 1971 — Золочёные лбы
- 1972 — Ветерок
- 1974 — Ваня Датский
- 1975 — Поезд памяти
- 1980 — Разлучённые
- 1982 — Превращение

### Работы в кино
- 1970 — Спорт, спорт, спорт
- 1978 — Пока безумствует мечта
- 1978 — Обыкновенное чудо
- 1980 — Сватовство гусара (художник по костюмам)
- 1981 — Душа
- 1982 — Сказки, сказки, сказки Старого Арбата

## Награды
- «Поезд памяти» — V МКФ короткометражных и документальных фильмов в Гренобле (Франция), 1976;
- «Поезд памяти» — VII МКФ короткометражных фильмов в Тампере (Финляндия), 1977;
- «Разлучённые» — II МКФ мультфильмов в Варне (Болгария), 1980.